# 소련-우크라이나 전쟁
소련-우크라이나 전쟁(우크라이나어: Радянсько-українська війна)은 1917년 12월부터 1921년 11월에 걸쳐 우크라이나의 지배를 둘러싸고, 키이우를 수도로 하는 우크라이나 인민공화국과 볼셰비키 세력(러시아 소비에트 연방 사회주의 공화국과 우크라이나 소비에트 사회주의 공화국) 사이에 이루어진 전쟁이다. 러시아 혁명 이후 일어난 분쟁 중 하나로, 소련파의 승리로 끝났다. 1922년 12월에 우크라이나 사회주의 소련 공화국은 러시아가 지도하는 소련에 합류되었다.

## 같이 보기
- 소비에트-폴란드 전쟁
- 네스토르 마흐노
- 러시아-우크라이나 전쟁